# IC 803
IC 803 ist ein interagierendes Galaxienpaar im Sternbild Haar der Berenike am Nordsternhimmel. Es ist schätzungsweise 355 Millionen Lichtjahre von der Milchstraße entfernt. Halton Arp gliederte seinen Katalog ungewöhnlicher Galaxien nach rein morphologischen Kriterien in Gruppen. Diese Galaxie gehört zu der Klasse Galaxien mit Jets (Arp-Katalog).
Das Objekt wurde am 25. April 1892 vom französischen Astronomen Stéphane Javelle entdeckt.